# 국어라마자

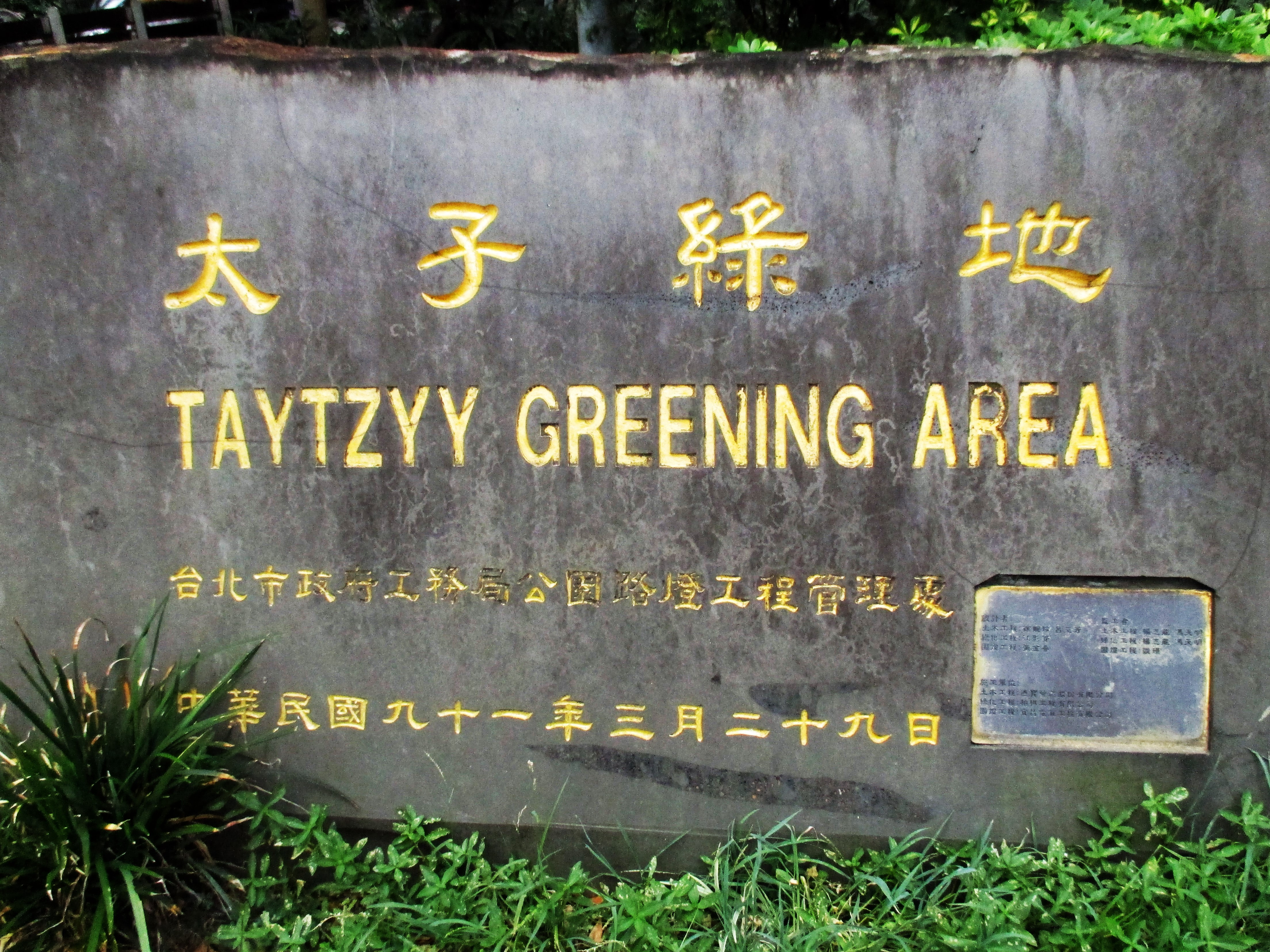

국어라마자(國語羅馬字)는 중국어를 로마자로 표기하기 위해 개발된 방법이다. 자오위안런이 개발하고 린위탕이 1925년~1926년에 발전시켰다. 라마(羅馬)는 로마를 뜻한다. 성조를 나타내기 위해 보조 부호를 쓰지 않고 대신 철자를 일정한 규칙에 따라 변화시키는 것을 특징으로 한다. 개발된 이후 중화인민공화국에서는 1958년까지, 중화민국에서는 1986년까지 공식 로마자 표기법이었으나 한어 병음같은 다른 표기법에 밀려 사용되지 않고 있다. 그러나 홍콩에서 2000년까지 쓰였다. 국어라마자는 다른 중국어 로마자 표기법에 영향을 미쳤다. 또한 한어 병음으로는 Shanxi로 겹치는 산시성중 서쪽의 산시성(陝西省, 섬서성, Shǎnxī)이 Shaanxi로 구별되면서 중화인민공화국에서 두개의 산시성을 로마자로 구별하는데에 영향을 미쳤다.
그 밖에 중화민국의 일부 인명의 로마자 표기에도 쓰이는 경우가 있다.
- 마잉주(Ma Ying Jeou)-마지막 음절 Jeou가 국어라마자에 부합한다.
- 천싱선(Shiing Shen Chern)-이름 전체를 국어라마자대로 표기했다.